# Deraniyagala (họ)
Deraniyagala là họ của người Sri Lanka.
Những người đáng chú ý có tên bao gồm:
- Ezlynn Deraniyagala (1908–1973), là người Luật sư và nữ quyền Sri Lanka
- Hiran Deraniyagala, guitarist cho ban nhạc kim loại nặng Mỹ Battlecross
- Paulus Edward Pieris Deraniyagala (1900–1976), nhà động vật học và cổ sinh vật học Sri Lanka
- Siran Upendra Deraniyagala (sinh năm 1942), nhà khảo cổ học Sri Lanka
- Sonali Deraniyagala (sinh năm 1964), nhà hồi ký và nhà kinh tế người Sri Lanka